# Gran Premio Ciudad de Eibar 2021
Gran Premio Ciudad de Eibar 2021 var den 3. udgave af det spanske cykelløb Gran Premio Ciudad de Eibar. Linjeløbet blev kørt den 16. maj 2021 på en rundstrækning med start og mål i Eibar. Løbet var en del af den internationale UCI-kalender for damer 2021. Den oprindelige 3. udgave blev i 2020 aflyst på grund af coronaviruspandemien.

## Resultater
| \| Samlede stilling \| Samlede stilling \| Samlede stilling \| Samlede stilling \| Samlede stilling \| \| Rytter \| Rytter \| Hold \| Tid \| \| \| ---------------- \| -------------------- \| ---------------------------------- \| ---------------- \| ---------------- \| \| 1. \| Anna van der Breggen \| SD Worx \| 3t 06' 16" \| \| \| 2. \| Annemiek van Vleuten \| Movistar Team \| + 16" \| \| \| 3. \| Elisa Longo Borghini \| Trek-Segafredo \| + 42" \| \| \| 4. \| Lucinda Brand \| Trek-Segafredo \| + 1' 06" \| \| \| 5. \| Mikayla Harvey \| Canyon-SRAM Racing \| + 1' 06" \| \| \| 6. \| Ane Santesteban \| Team BikeExchange \| + 1' 06" \| \| \| 7. \| Erica Magnaldi \| Ceratizit-WNT Pro Cycling \| + 1' 06" \| \| \| 8. \| Eider Merino \| A.R. Monex Women's \| + 1' 06" \| \| \| 9. \| Évita Muzic \| FDJ-Nouvelle Aquitaine-Futuroscope \| + 1' 06" \| \| \| 10. \| Amanda Spratt \| Team BikeExchange \| + 1' 10" \| \| |                      |                                    |            |
| |                      |                                    |            |
| Kilde: ProCyclingStats |                      |                                    |            |
| Samlede stilling |                      |                                    |            |
| Rytter | Rytter               | Hold                               | Tid        |
| 1. | Anna van der Breggen | SD Worx                            | 3t 06' 16" |
| 2. | Annemiek van Vleuten | Movistar Team                      | + 16"      |
| 3. | Elisa Longo Borghini | Trek-Segafredo                     | + 42"      |
| 4. | Lucinda Brand        | Trek-Segafredo                     | + 1' 06"   |
| 5. | Mikayla Harvey       | Canyon-SRAM Racing                 | + 1' 06"   |
| 6. | Ane Santesteban      | Team BikeExchange                  | + 1' 06"   |
| 7. | Erica Magnaldi       | Ceratizit-WNT Pro Cycling          | + 1' 06"   |
| 8. | Eider Merino         | A.R. Monex Women's                 | + 1' 06"   |
| 9. | Évita Muzic          | FDJ-Nouvelle Aquitaine-Futuroscope | + 1' 06"   |
| 10. | Amanda Spratt        | Team BikeExchange                  | + 1' 10"   |

## Hold og ryttere
| UCI Women's WorldTeams (7)- Alé BTC Ljubljana - Team BikeExchange - Canyon-SRAM Racing - FDJ-Nouvelle Aquitaine-Futuroscope - Movistar Team - SD Worx - Trek-Segafredo UCI Women's Kontinentalhold (18)- A.R. Monex - Arkéa Pro Cycling Team - BePink - Bizkaia-Durango - Ceratizit-WNT Pro Cycling - Cogeas-Mettler-Look Pro Cycling Team - Doltcini-Van Eyck Sport-Proximus - Eneicat-RBH Global-Martin Villa - Farto-BTC - GT Krush Tunap - Instafund Racing - Laboral Kutxa-Fundacion Euskadi - Macogep Tornatech Girondins de Bordeaux - Massi Tactic - Rally - Río Miera-Cantabria Deporte - Top Girls Fassa Bortolo - Valcar-Travel & Service Landshold- Chile Regional- og klubhold- World Cycling Centre |
| |

### Startliste
| Movistar Team MOV | Movistar Team MOV                     | Movistar Team MOV |
| ----------------- | ------------------------------------- | ----------------- |
| Nr.               | Rytter                                | Placering         |
| 1                 | Katrine Aalerud (NOR)                 | 13.               |
| 2                 | Alicia González Blanco (ESP)          | 59.               |
| 3                 | Sheyla Gutiérrez (ESP)                | 60.               |
| 4                 | Sara Martín Martín (ESP)              | DNF               |
| 5                 | Paula Patiño (COL)                    | 33.               |
| 6                 | Annemiek van Vleuten (NED) (landevej) | 2.                |

| Alé BTC Ljubljana ALE | Alé BTC Ljubljana ALE    | Alé BTC Ljubljana ALE |
| --------------------- | ------------------------ | --------------------- |
| Nr.                   | Rytter                   | Placering             |
| 11                    | Marta Bastianelli (ITA)  | 78.                   |
| 12                    | Sophie Wright (GBR)      | DNF                   |
| 13                    | Tatiana Guderzo (ITA)    | 15.                   |
| 14                    | Laura Tomasi (ITA)       | 82.                   |
| 15                    | Anastasia Chursina (RUS) | 18.                   |

| Canyon-SRAM Racing CSR | Canyon-SRAM Racing CSR        | Canyon-SRAM Racing CSR |
| ---------------------- | ----------------------------- | ---------------------- |
| Nr.                    | Rytter                        | Placering              |
| 21                     | Hannah Barnes (GBR)           | 62.                    |
| 22                     | Tiffany Cromwell (AUS)        | 68.                    |
| 23                     | Ella Harris (NZL)             | 52.                    |
| 24                     | Mikayla Harvey (NZL)          | 5.                     |
| 25                     | Omer Shapira (ISR) (landevej) | 16.                    |
| 26                     | Alice Barnes (GBR)            | 99.                    |

| FDJ-Nouvelle Aquitaine-Futuroscope FDJ | FDJ-Nouvelle Aquitaine-Futuroscope FDJ | FDJ-Nouvelle Aquitaine-Futuroscope FDJ |
| -------------------------------------- | -------------------------------------- | -------------------------------------- |
| Nr.                                    | Rytter                                 | Placering                              |
| 31                                     | Marta Cavalli (ITA)                    | DNF                                    |
| 32                                     | Clara Copponi (FRA)                    | 53.                                    |
| 33                                     | Eugénie Duval (FRA)                    | DNF                                    |
| 34                                     | Victorie Guilman (FRA)                 | 23.                                    |
| 35                                     | Évita Muzic (FRA)                      | 9.                                     |

| Team BikeExchange BEX | Team BikeExchange BEX | Team BikeExchange BEX |
| --------------------- | --------------------- | --------------------- |
| Nr.                   | Rytter                | Placering             |
| 41                    | Ane Santesteban (ESP) | 6.                    |
| 42                    | Arianna Fidanza (ITA) | 61.                   |
| 43                    | Amanda Spratt (AUS)   | 10.                   |
| 44                    | Moniek Tenniglo (NED) | 110.                  |
| 45                    | Janneke Ensing (NED)  | 98.                   |
| 46                    | Urška Žigart (SLO)    | 14.                   |

| SD Worx SDW | SD Worx SDW                           | SD Worx SDW |
| ----------- | ------------------------------------- | ----------- |
| Nr.         | Rytter                                | Placering   |
| 51          | Anna van der Breggen (NED) (landevej) | 1.          |
| 52          | Anna Shackley (GBR)                   | 11.         |
| 53          | Elena Cecchini (ITA)                  | 77.         |
| 55          | Ashleigh Moolman-Pasio (RSA)          | 36.         |
| 56          | Karol-Ann Canuel (CAN)                | 48.         |

| Trek-Segafredo TFS | Trek-Segafredo TFS                    | Trek-Segafredo TFS |
| ------------------ | ------------------------------------- | ------------------ |
| Nr.                | Rytter                                | Placering          |
| 61                 | Lucinda Brand (NED)                   | 4.                 |
| 62                 | Lauretta Hanson (AUS)                 | 118.               |
| 63                 | Elisa Longo Borghini (ITA) (landevej) | 3.                 |
| 64                 | Shirin van Anrooij (NED)              | 73.                |
| 65                 | Tayler Wiles (USA)                    | 74.                |
| 66                 | Trixi Worrack (GER)                   | 108.               |

| A.R. Monex Women's ASA | A.R. Monex Women's ASA       | A.R. Monex Women's ASA |
| ---------------------- | ---------------------------- | ---------------------- |
| Nr.                    | Rytter                       | Placering              |
| 71                     | Eider Merino (ESP)           | 8.                     |
| 72                     | Ariadna Gutiérrez (MEX)      | 26.                    |
| 73                     | Mariia Miliaeva (RUS)        | DNF                    |
| 75                     | Arlenis Sierra (CUB)         | 12.                    |
| 76                     | Andrea Ramírez Fregoso (MEX) | DNF                    |

| Arkéa Pro Cycling Team ARK | Arkéa Pro Cycling Team ARK | Arkéa Pro Cycling Team ARK |
| -------------------------- | -------------------------- | -------------------------- |
| Nr.                        | Rytter                     | Placering                  |
| 81                         | Pauline Allin (FRA)        | 56.                        |
| 82                         | Léa Curinier (FRA)         | 29.                        |
| 83                         | Greta Richioud (FRA)       | DNF                        |
| 84                         | Gladys Verhulst (FRA)      | 37.                        |
| 85                         | Amandine Fouquenet (FRA)   | 64.                        |
| 86                         | Sandra Levenez (FRA)       | 22.                        |

| Bepink BPK | Bepink BPK              | Bepink BPK |
| ---------- | ----------------------- | ---------- |
| Nr.        | Rytter                  | Placering  |
| 91         | Silvia Zanardi (ITA)    | 81.        |
| 92         | Matilde Vitillo (ITA)   | 83.        |
| 93         | Vania Canvelli (ITA)    | 103.       |
| 94         | Nora Jenčušová (SVK)    | DNF        |
| 95         | Nadia Quagliotto (ITA)  | 27.        |
| 96         | Michaela Drummond (NZL) | 55.        |

| Bizkaia-Durango BDP | Bizkaia-Durango BDP          | Bizkaia-Durango BDP |
| ------------------- | ---------------------------- | ------------------- |
| Nr.                 | Rytter                       | Placering           |
| 101                 | Sandra Alonso (ESP)          | 88.                 |
| 102                 | Ariana Gilabert (ESP)        | 95.                 |
| 103                 | Mercedes Carmona Ramos (ESP) | 47.                 |
| 104                 | Lucía González Blanco (ESP)  | 101.                |
| 105                 | Amaia Lartitegi (ESP)        | 111.                |
| 106                 | Elizabeth Holden (GBR)       | 43.                 |

| Ceratizit-WNT Pro Cycling WNT | Ceratizit-WNT Pro Cycling WNT | Ceratizit-WNT Pro Cycling WNT |
| ----------------------------- | ----------------------------- | ----------------------------- |
| Nr.                           | Rytter                        | Placering                     |
| 111                           | Erica Magnaldi (ITA)          | 7.                            |
| 112                           | Laura Asencio (FRA)           | 85.                           |
| 113                           | Kathrin Hammes (GER)          | 21.                           |
| 114                           | Marta Lach (POL) (landevej)   | 20.                           |
| 115                           | Lotta Henttala (FIN)          | 121.                          |
| 116                           | Lara Vieceli (ITA)            | 79.                           |

| Cogeas-Mettler-Look Pro Cycling Team CGS | Cogeas-Mettler-Look Pro Cycling Team CGS | Cogeas-Mettler-Look Pro Cycling Team CGS |
| ---------------------------------------- | ---------------------------------------- | ---------------------------------------- |
| Nr.                                      | Rytter                                   | Placering                                |
| 121                                      | Ajgul Garejeva (RUS)                     | DNF                                      |
| 122                                      | Tamara Dronova-Balabolina (RUS)          | 105.                                     |
| 124                                      | Gulnaz Khatuntseva (RUS)                 | 94.                                      |
| 125                                      | Olga Sabelinskaja (UZB)                  | DNF                                      |
| 126                                      | Petra Stiasny (SUI)                      | 19.                                      |

| Doltcini-Van Eyck-Proximus DVE | Doltcini-Van Eyck-Proximus DVE         | Doltcini-Van Eyck-Proximus DVE |
| ------------------------------ | -------------------------------------- | ------------------------------ |
| Nr.                            | Rytter                                 | Placering                      |
| 131                            | Minke Bakker (NED)                     | DNF                            |
| 132                            | Amber Aernouts (NED)                   | 76.                            |
| 133                            | Kathrin Schweinberger (AUT) (landevej) | 107.                           |
| 134                            | Olha Kulynych (UKR)                    | 31.                            |
| 135                            | Christina Schweinberger (AUT)          | 49.                            |
| 136                            | Nicole Steigenga (NED)                 | 63.                            |

| Eneicat-RBH EIC | Eneicat-RBH EIC     | Eneicat-RBH EIC |
| --------------- | ------------------- | --------------- |
| Nr.             | Rytter              | Placering       |
| 141             | Ziortza Isasi (ESP) | 116.            |
| 143             | Varvara Fasoi (GRE) | DNF             |
| 145             | Maria Tobias (MEX)  | DNF             |
| 146             | Anna Baidak (RUS)   | 66.             |

| GT Krush Tunap BPC | GT Krush Tunap BPC       | GT Krush Tunap BPC |
| ------------------ | ------------------------ | ------------------ |
| Nr.                | Rytter                   | Placering          |
| 151                | Marissa Baks (NED)       | 69.                |
| 152                | Henrietta Colborne (GBR) | 104.               |
| 153                | Nathalie Eklund (SWE)    | 67.                |
| 154                | Inez Beijer (NED)        | 117.               |
| 155                | Daniek Hengeveld (NED)   | DNF                |
| 156                | Melissa van Neck (CZE)   | 112.               |

| Instafund Racing ILP | Instafund Racing ILP         | Instafund Racing ILP |
| -------------------- | ---------------------------- | -------------------- |
| Nr.                  | Rytter                       | Placering            |
| 161                  | Vera Looser (NAM) (landevej) | 80.                  |
| 162                  | Isabella Bertold (CAN)       | 57.                  |
| 163                  | Rachel Langdon (GBR)         | 91.                  |
| 165                  | Rotem Gafinovitz (ISR)       | 44.                  |
| 166                  | Caroline Baur (SUI)          | 41.                  |

| Laboral Kutxa-Fundación Euskadi LKF | Laboral Kutxa-Fundación Euskadi LKF | Laboral Kutxa-Fundación Euskadi LKF |
| ----------------------------------- | ----------------------------------- | ----------------------------------- |
| Nr.                                 | Rytter                              | Placering                           |
| 171                                 | Irantzu Beloki (ESP)                | DNF                                 |
| 172                                 | Elena Cuenca (ESP)                  | DNF                                 |
| 173                                 | Usoa Ostolaza (ESP)                 | DNF                                 |
| 174                                 | Idoia Eraso (ESP)                   | 58.                                 |
| 175                                 | Ainhize Barrainkua (ESP)            | DNF                                 |
| 176                                 | Garazi Estevez (ESP)                | DNF                                 |

| Macogep Tornatech MTG | Macogep Tornatech MTG   | Macogep Tornatech MTG |
| --------------------- | ----------------------- | --------------------- |
| Nr.                   | Rytter                  | Placering             |
| 181                   | Kerry Jonker (RSA)      | 120.                  |
| 182                   | Balladyne Tritsch (FRA) | DNF                   |
| 183                   | Luce Bourbeau (CAN)     | 90.                   |
| 184                   | Callie Swan (CAN)       | 113.                  |
| 185                   | Morgane Coston (FRA)    | 39.                   |
| 186                   | Lucie Liboreau (FRA)    | 100.                  |

| Massi Tactic MAT | Massi Tactic MAT             | Massi Tactic MAT |
| ---------------- | ---------------------------- | ---------------- |
| Nr.              | Rytter                       | Placering        |
| 191              | Špela Kern (SLO)             | 65.              |
| 192              | Vita Heine (NOR)             | 24.              |
| 193              | Patricia Ortega Ruiz (ESP)   | 46.              |
| 194              | Martina Moreno Monteys (ESP) | 50.              |
| 195              | Emma Grant (GBR)             | DNF              |
| 196              | Olivia Baril (CAN)           | 28.              |

| Rally Cycling RLW | Rally Cycling RLW             | Rally Cycling RLW |
| ----------------- | ----------------------------- | ----------------- |
| Nr.               | Rytter                        | Placering         |
| 201               | Clara Koppenburg (GER)        | 40.               |
| 202               | Kristabel Doebel-Hickok (USA) | DNF               |
| 203               | Sara Poidevin (CAN)           | 87.               |
| 204               | Katie Clouse (USA)            | 35.               |
| 205               | Heidi Franz (USA)             | DNF               |
| 206               | Holly Breck (USA)             | DNF               |

| Río Miera-Cantabria Deporte RMC | Río Miera-Cantabria Deporte RMC | Río Miera-Cantabria Deporte RMC |
| ------------------------------- | ------------------------------- | ------------------------------- |
| Nr.                             | Rytter                          | Placering                       |
| 211                             | Aida Nuño Palacio (ESP)         | 70.                             |
| 212                             | Alba Leonardo (ESP)             | DNF                             |
| 213                             | Paula Diaz (ESP)                | DNF                             |
| 214                             | Eva Anguela Yágüez (ESP)        | 114.                            |
| 215                             | Nerea Nuno Iglesias (ESP)       | 97.                             |
| 216                             | Isabel Martin (ESP)             | 96.                             |

| Sopela Women's Team SWT | Sopela Women's Team SWT        | Sopela Women's Team SWT |
| ----------------------- | ------------------------------ | ----------------------- |
| Nr.                     | Rytter                         | Placering               |
| 221                     | Sofia Rodríguez (ESP)          | 72.                     |
| 222                     | Ines Cantera (ESP)             | 42.                     |
| 223                     | Emma Ortiz (ESP)               | DNF                     |
| 224                     | Claire Steels (GBR)            | DNF                     |
| 225                     | Naia Amondarain Gazañaga (ESP) | DNF                     |

| Stade Rochelais Charente-Maritime CMW | Stade Rochelais Charente-Maritime CMW | Stade Rochelais Charente-Maritime CMW |
| ------------------------------------- | ------------------------------------- | ------------------------------------- |
| Nr.                                   | Rytter                                | Placering                             |
| 231                                   | Séverine Eraud (FRA)                  | DNF                                   |
| 232                                   | Manon Souyris (FRA)                   | DNF                                   |
| 233                                   | Noemi Rüegg (SUI)                     | DNF                                   |
| 234                                   | India Grangier (FRA)                  | 51.                                   |
| 235                                   | Noémie Abgrall (FRA)                  | 86.                                   |
| 236                                   | Melanie Maurer (SUI)                  | 45.                                   |

| Farto-BTC FAR | Farto-BTC FAR                 | Farto-BTC FAR |
| ------------- | ----------------------------- | ------------- |
| Nr.           | Rytter                        | Placering     |
| 241           | Agnieta Francke (NED)         | 89.           |
| 242           | Enara López Gallastegi (ESP)  | DNF           |
| 243           | Diana Pedrosa (POR)           | DNF           |
| 244           | Liliana Jesus (POR)           | DNF           |
| 245           | Melissa Maia (POR) (landevej) | 92.           |
| 246           | Sandra Moral (ESP)            | DNF           |

| Top Girls Fassa Bortolo TOP | Top Girls Fassa Bortolo TOP | Top Girls Fassa Bortolo TOP |
| --------------------------- | --------------------------- | --------------------------- |
| Nr.                         | Rytter                      | Placering                   |
| 251                         | Giorgia Vettorello (ITA)    | 115.                        |
| 252                         | Giorgia Bariani (ITA)       | 84.                         |
| 253                         | Elisa Dalla Valle (ITA)     | DNF                         |
| 254                         | Greta Marturano (ITA)       | 38.                         |
| 255                         | Gaia Masetti (ITA)          | 102.                        |
| 256                         | Debora Silvestri (ITA)      | 30.                         |

| Valcar-Travel & Service VAL | Valcar-Travel & Service VAL | Valcar-Travel & Service VAL |
| --------------------------- | --------------------------- | --------------------------- |
| Nr.                         | Rytter                      | Placering                   |
| 261                         | Alice Maria Arzuffi (ITA)   | 34.                         |
| 262                         | Elena Pirrone (ITA)         | DNF                         |
| 263                         | Ilaria Sanguineti (ITA)     | 106.                        |
| 264                         | Barbara Malcotti (ITA)      | 17.                         |
| 265                         | Silvia Magri (ITA)          | 119.                        |
| 266                         | Margaux Vigie (FRA)         | DNF                         |

| World Cycling Centre WCC | World Cycling Centre WCC  | World Cycling Centre WCC |
| ------------------------ | ------------------------- | ------------------------ |
| Nr.                      | Rytter                    | Placering                |
| 271                      | Nofar Maoz (ISR)          | 54.                      |
| 272                      | Alessia Vigilia (ITA)     | DNF                      |
| 273                      | Tereza Neumanová (CZE)    | DNF                      |
| 274                      | Małgorzata Jasińska (POL) | 75.                      |
| 275                      | Sara Cueto Vega (ESP)     | DNF                      |
| 276                      | Nicole Hanselmann (SUI)   | 93.                      |

| Chile CHI | Chile CHI                 | Chile CHI |
| --------- | ------------------------- | --------- |
| Nr.       | Rytter                    | Placering |
| 281       | Aranza Valentina Villalón | 32.       |
| 282       | Paola Muñoz               | 109.      |
| 283       | Daniela Vallejos          | DNF       |
| 284       | Paula Villalon            | 71.       |
| 285       | Daniela Guajardo          | DNF       |
| 286       | Catalina Soto             | 25.       |

| Movistar Team MOV | Movistar Team MOV                     | Movistar Team MOV |
| ----------------- | ------------------------------------- | ----------------- |
| Nr.               | Rytter                                | Placering         |
| 1                 | Katrine Aalerud (NOR)                 | 13.               |
| 2                 | Alicia González Blanco (ESP)          | 59.               |
| 3                 | Sheyla Gutiérrez (ESP)                | 60.               |
| 4                 | Sara Martín Martín (ESP)              | DNF               |
| 5                 | Paula Patiño (COL)                    | 33.               |
| 6                 | Annemiek van Vleuten (NED) (landevej) | 2.                |

| Alé BTC Ljubljana ALE | Alé BTC Ljubljana ALE    | Alé BTC Ljubljana ALE |
| --------------------- | ------------------------ | --------------------- |
| Nr.                   | Rytter                   | Placering             |
| 11                    | Marta Bastianelli (ITA)  | 78.                   |
| 12                    | Sophie Wright (GBR)      | DNF                   |
| 13                    | Tatiana Guderzo (ITA)    | 15.                   |
| 14                    | Laura Tomasi (ITA)       | 82.                   |
| 15                    | Anastasia Chursina (RUS) | 18.                   |

| Canyon-SRAM Racing CSR | Canyon-SRAM Racing CSR        | Canyon-SRAM Racing CSR |
| ---------------------- | ----------------------------- | ---------------------- |
| Nr.                    | Rytter                        | Placering              |
| 21                     | Hannah Barnes (GBR)           | 62.                    |
| 22                     | Tiffany Cromwell (AUS)        | 68.                    |
| 23                     | Ella Harris (NZL)             | 52.                    |
| 24                     | Mikayla Harvey (NZL)          | 5.                     |
| 25                     | Omer Shapira (ISR) (landevej) | 16.                    |
| 26                     | Alice Barnes (GBR)            | 99.                    |

| FDJ-Nouvelle Aquitaine-Futuroscope FDJ | FDJ-Nouvelle Aquitaine-Futuroscope FDJ | FDJ-Nouvelle Aquitaine-Futuroscope FDJ |
| -------------------------------------- | -------------------------------------- | -------------------------------------- |
| Nr.                                    | Rytter                                 | Placering                              |
| 31                                     | Marta Cavalli (ITA)                    | DNF                                    |
| 32                                     | Clara Copponi (FRA)                    | 53.                                    |
| 33                                     | Eugénie Duval (FRA)                    | DNF                                    |
| 34                                     | Victorie Guilman (FRA)                 | 23.                                    |
| 35                                     | Évita Muzic (FRA)                      | 9.                                     |

| Team BikeExchange BEX | Team BikeExchange BEX | Team BikeExchange BEX |
| --------------------- | --------------------- | --------------------- |
| Nr.                   | Rytter                | Placering             |
| 41                    | Ane Santesteban (ESP) | 6.                    |
| 42                    | Arianna Fidanza (ITA) | 61.                   |
| 43                    | Amanda Spratt (AUS)   | 10.                   |
| 44                    | Moniek Tenniglo (NED) | 110.                  |
| 45                    | Janneke Ensing (NED)  | 98.                   |
| 46                    | Urška Žigart (SLO)    | 14.                   |

| SD Worx SDW | SD Worx SDW                           | SD Worx SDW |
| ----------- | ------------------------------------- | ----------- |
| Nr.         | Rytter                                | Placering   |
| 51          | Anna van der Breggen (NED) (landevej) | 1.          |
| 52          | Anna Shackley (GBR)                   | 11.         |
| 53          | Elena Cecchini (ITA)                  | 77.         |
| 55          | Ashleigh Moolman-Pasio (RSA)          | 36.         |
| 56          | Karol-Ann Canuel (CAN)                | 48.         |

| Trek-Segafredo TFS | Trek-Segafredo TFS                    | Trek-Segafredo TFS |
| ------------------ | ------------------------------------- | ------------------ |
| Nr.                | Rytter                                | Placering          |
| 61                 | Lucinda Brand (NED)                   | 4.                 |
| 62                 | Lauretta Hanson (AUS)                 | 118.               |
| 63                 | Elisa Longo Borghini (ITA) (landevej) | 3.                 |
| 64                 | Shirin van Anrooij (NED)              | 73.                |
| 65                 | Tayler Wiles (USA)                    | 74.                |
| 66                 | Trixi Worrack (GER)                   | 108.               |

| A.R. Monex Women's ASA | A.R. Monex Women's ASA       | A.R. Monex Women's ASA |
| ---------------------- | ---------------------------- | ---------------------- |
| Nr.                    | Rytter                       | Placering              |
| 71                     | Eider Merino (ESP)           | 8.                     |
| 72                     | Ariadna Gutiérrez (MEX)      | 26.                    |
| 73                     | Mariia Miliaeva (RUS)        | DNF                    |
| 75                     | Arlenis Sierra (CUB)         | 12.                    |
| 76                     | Andrea Ramírez Fregoso (MEX) | DNF                    |

| Arkéa Pro Cycling Team ARK | Arkéa Pro Cycling Team ARK | Arkéa Pro Cycling Team ARK |
| -------------------------- | -------------------------- | -------------------------- |
| Nr.                        | Rytter                     | Placering                  |
| 81                         | Pauline Allin (FRA)        | 56.                        |
| 82                         | Léa Curinier (FRA)         | 29.                        |
| 83                         | Greta Richioud (FRA)       | DNF                        |
| 84                         | Gladys Verhulst (FRA)      | 37.                        |
| 85                         | Amandine Fouquenet (FRA)   | 64.                        |
| 86                         | Sandra Levenez (FRA)       | 22.                        |

| Bepink BPK | Bepink BPK              | Bepink BPK |
| ---------- | ----------------------- | ---------- |
| Nr.        | Rytter                  | Placering  |
| 91         | Silvia Zanardi (ITA)    | 81.        |
| 92         | Matilde Vitillo (ITA)   | 83.        |
| 93         | Vania Canvelli (ITA)    | 103.       |
| 94         | Nora Jenčušová (SVK)    | DNF        |
| 95         | Nadia Quagliotto (ITA)  | 27.        |
| 96         | Michaela Drummond (NZL) | 55.        |

| Bizkaia-Durango BDP | Bizkaia-Durango BDP          | Bizkaia-Durango BDP |
| ------------------- | ---------------------------- | ------------------- |
| Nr.                 | Rytter                       | Placering           |
| 101                 | Sandra Alonso (ESP)          | 88.                 |
| 102                 | Ariana Gilabert (ESP)        | 95.                 |
| 103                 | Mercedes Carmona Ramos (ESP) | 47.                 |
| 104                 | Lucía González Blanco (ESP)  | 101.                |
| 105                 | Amaia Lartitegi (ESP)        | 111.                |
| 106                 | Elizabeth Holden (GBR)       | 43.                 |

| Ceratizit-WNT Pro Cycling WNT | Ceratizit-WNT Pro Cycling WNT | Ceratizit-WNT Pro Cycling WNT |
| ----------------------------- | ----------------------------- | ----------------------------- |
| Nr.                           | Rytter                        | Placering                     |
| 111                           | Erica Magnaldi (ITA)          | 7.                            |
| 112                           | Laura Asencio (FRA)           | 85.                           |
| 113                           | Kathrin Hammes (GER)          | 21.                           |
| 114                           | Marta Lach (POL) (landevej)   | 20.                           |
| 115                           | Lotta Henttala (FIN)          | 121.                          |
| 116                           | Lara Vieceli (ITA)            | 79.                           |

| Cogeas-Mettler-Look Pro Cycling Team CGS | Cogeas-Mettler-Look Pro Cycling Team CGS | Cogeas-Mettler-Look Pro Cycling Team CGS |
| ---------------------------------------- | ---------------------------------------- | ---------------------------------------- |
| Nr.                                      | Rytter                                   | Placering                                |
| 121                                      | Ajgul Garejeva (RUS)                     | DNF                                      |
| 122                                      | Tamara Dronova-Balabolina (RUS)          | 105.                                     |
| 124                                      | Gulnaz Khatuntseva (RUS)                 | 94.                                      |
| 125                                      | Olga Sabelinskaja (UZB)                  | DNF                                      |
| 126                                      | Petra Stiasny (SUI)                      | 19.                                      |

| Doltcini-Van Eyck-Proximus DVE | Doltcini-Van Eyck-Proximus DVE         | Doltcini-Van Eyck-Proximus DVE |
| ------------------------------ | -------------------------------------- | ------------------------------ |
| Nr.                            | Rytter                                 | Placering                      |
| 131                            | Minke Bakker (NED)                     | DNF                            |
| 132                            | Amber Aernouts (NED)                   | 76.                            |
| 133                            | Kathrin Schweinberger (AUT) (landevej) | 107.                           |
| 134                            | Olha Kulynych (UKR)                    | 31.                            |
| 135                            | Christina Schweinberger (AUT)          | 49.                            |
| 136                            | Nicole Steigenga (NED)                 | 63.                            |

| Eneicat-RBH EIC | Eneicat-RBH EIC     | Eneicat-RBH EIC |
| --------------- | ------------------- | --------------- |
| Nr.             | Rytter              | Placering       |
| 141             | Ziortza Isasi (ESP) | 116.            |
| 143             | Varvara Fasoi (GRE) | DNF             |
| 145             | Maria Tobias (MEX)  | DNF             |
| 146             | Anna Baidak (RUS)   | 66.             |

| GT Krush Tunap BPC | GT Krush Tunap BPC       | GT Krush Tunap BPC |
| ------------------ | ------------------------ | ------------------ |
| Nr.                | Rytter                   | Placering          |
| 151                | Marissa Baks (NED)       | 69.                |
| 152                | Henrietta Colborne (GBR) | 104.               |
| 153                | Nathalie Eklund (SWE)    | 67.                |
| 154                | Inez Beijer (NED)        | 117.               |
| 155                | Daniek Hengeveld (NED)   | DNF                |
| 156                | Melissa van Neck (CZE)   | 112.               |

| Instafund Racing ILP | Instafund Racing ILP         | Instafund Racing ILP |
| -------------------- | ---------------------------- | -------------------- |
| Nr.                  | Rytter                       | Placering            |
| 161                  | Vera Looser (NAM) (landevej) | 80.                  |
| 162                  | Isabella Bertold (CAN)       | 57.                  |
| 163                  | Rachel Langdon (GBR)         | 91.                  |
| 165                  | Rotem Gafinovitz (ISR)       | 44.                  |
| 166                  | Caroline Baur (SUI)          | 41.                  |

| Laboral Kutxa-Fundación Euskadi LKF | Laboral Kutxa-Fundación Euskadi LKF | Laboral Kutxa-Fundación Euskadi LKF |
| ----------------------------------- | ----------------------------------- | ----------------------------------- |
| Nr.                                 | Rytter                              | Placering                           |
| 171                                 | Irantzu Beloki (ESP)                | DNF                                 |
| 172                                 | Elena Cuenca (ESP)                  | DNF                                 |
| 173                                 | Usoa Ostolaza (ESP)                 | DNF                                 |
| 174                                 | Idoia Eraso (ESP)                   | 58.                                 |
| 175                                 | Ainhize Barrainkua (ESP)            | DNF                                 |
| 176                                 | Garazi Estevez (ESP)                | DNF                                 |

| Macogep Tornatech MTG | Macogep Tornatech MTG   | Macogep Tornatech MTG |
| --------------------- | ----------------------- | --------------------- |
| Nr.                   | Rytter                  | Placering             |
| 181                   | Kerry Jonker (RSA)      | 120.                  |
| 182                   | Balladyne Tritsch (FRA) | DNF                   |
| 183                   | Luce Bourbeau (CAN)     | 90.                   |
| 184                   | Callie Swan (CAN)       | 113.                  |
| 185                   | Morgane Coston (FRA)    | 39.                   |
| 186                   | Lucie Liboreau (FRA)    | 100.                  |

| Massi Tactic MAT | Massi Tactic MAT             | Massi Tactic MAT |
| ---------------- | ---------------------------- | ---------------- |
| Nr.              | Rytter                       | Placering        |
| 191              | Špela Kern (SLO)             | 65.              |
| 192              | Vita Heine (NOR)             | 24.              |
| 193              | Patricia Ortega Ruiz (ESP)   | 46.              |
| 194              | Martina Moreno Monteys (ESP) | 50.              |
| 195              | Emma Grant (GBR)             | DNF              |
| 196              | Olivia Baril (CAN)           | 28.              |

| Rally Cycling RLW | Rally Cycling RLW             | Rally Cycling RLW |
| ----------------- | ----------------------------- | ----------------- |
| Nr.               | Rytter                        | Placering         |
| 201               | Clara Koppenburg (GER)        | 40.               |
| 202               | Kristabel Doebel-Hickok (USA) | DNF               |
| 203               | Sara Poidevin (CAN)           | 87.               |
| 204               | Katie Clouse (USA)            | 35.               |
| 205               | Heidi Franz (USA)             | DNF               |
| 206               | Holly Breck (USA)             | DNF               |

| Río Miera-Cantabria Deporte RMC | Río Miera-Cantabria Deporte RMC | Río Miera-Cantabria Deporte RMC |
| ------------------------------- | ------------------------------- | ------------------------------- |
| Nr.                             | Rytter                          | Placering                       |
| 211                             | Aida Nuño Palacio (ESP)         | 70.                             |
| 212                             | Alba Leonardo (ESP)             | DNF                             |
| 213                             | Paula Diaz (ESP)                | DNF                             |
| 214                             | Eva Anguela Yágüez (ESP)        | 114.                            |
| 215                             | Nerea Nuno Iglesias (ESP)       | 97.                             |
| 216                             | Isabel Martin (ESP)             | 96.                             |

| Sopela Women's Team SWT | Sopela Women's Team SWT        | Sopela Women's Team SWT |
| ----------------------- | ------------------------------ | ----------------------- |
| Nr.                     | Rytter                         | Placering               |
| 221                     | Sofia Rodríguez (ESP)          | 72.                     |
| 222                     | Ines Cantera (ESP)             | 42.                     |
| 223                     | Emma Ortiz (ESP)               | DNF                     |
| 224                     | Claire Steels (GBR)            | DNF                     |
| 225                     | Naia Amondarain Gazañaga (ESP) | DNF                     |

| Stade Rochelais Charente-Maritime CMW | Stade Rochelais Charente-Maritime CMW | Stade Rochelais Charente-Maritime CMW |
| ------------------------------------- | ------------------------------------- | ------------------------------------- |
| Nr.                                   | Rytter                                | Placering                             |
| 231                                   | Séverine Eraud (FRA)                  | DNF                                   |
| 232                                   | Manon Souyris (FRA)                   | DNF                                   |
| 233                                   | Noemi Rüegg (SUI)                     | DNF                                   |
| 234                                   | India Grangier (FRA)                  | 51.                                   |
| 235                                   | Noémie Abgrall (FRA)                  | 86.                                   |
| 236                                   | Melanie Maurer (SUI)                  | 45.                                   |

| Farto-BTC FAR | Farto-BTC FAR                 | Farto-BTC FAR |
| ------------- | ----------------------------- | ------------- |
| Nr.           | Rytter                        | Placering     |
| 241           | Agnieta Francke (NED)         | 89.           |
| 242           | Enara López Gallastegi (ESP)  | DNF           |
| 243           | Diana Pedrosa (POR)           | DNF           |
| 244           | Liliana Jesus (POR)           | DNF           |
| 245           | Melissa Maia (POR) (landevej) | 92.           |
| 246           | Sandra Moral (ESP)            | DNF           |

| Top Girls Fassa Bortolo TOP | Top Girls Fassa Bortolo TOP | Top Girls Fassa Bortolo TOP |
| --------------------------- | --------------------------- | --------------------------- |
| Nr.                         | Rytter                      | Placering                   |
| 251                         | Giorgia Vettorello (ITA)    | 115.                        |
| 252                         | Giorgia Bariani (ITA)       | 84.                         |
| 253                         | Elisa Dalla Valle (ITA)     | DNF                         |
| 254                         | Greta Marturano (ITA)       | 38.                         |
| 255                         | Gaia Masetti (ITA)          | 102.                        |
| 256                         | Debora Silvestri (ITA)      | 30.                         |

| Valcar-Travel & Service VAL | Valcar-Travel & Service VAL | Valcar-Travel & Service VAL |
| --------------------------- | --------------------------- | --------------------------- |
| Nr.                         | Rytter                      | Placering                   |
| 261                         | Alice Maria Arzuffi (ITA)   | 34.                         |
| 262                         | Elena Pirrone (ITA)         | DNF                         |
| 263                         | Ilaria Sanguineti (ITA)     | 106.                        |
| 264                         | Barbara Malcotti (ITA)      | 17.                         |
| 265                         | Silvia Magri (ITA)          | 119.                        |
| 266                         | Margaux Vigie (FRA)         | DNF                         |

| World Cycling Centre WCC | World Cycling Centre WCC  | World Cycling Centre WCC |
| ------------------------ | ------------------------- | ------------------------ |
| Nr.                      | Rytter                    | Placering                |
| 271                      | Nofar Maoz (ISR)          | 54.                      |
| 272                      | Alessia Vigilia (ITA)     | DNF                      |
| 273                      | Tereza Neumanová (CZE)    | DNF                      |
| 274                      | Małgorzata Jasińska (POL) | 75.                      |
| 275                      | Sara Cueto Vega (ESP)     | DNF                      |
| 276                      | Nicole Hanselmann (SUI)   | 93.                      |

| Chile CHI | Chile CHI                 | Chile CHI |
| --------- | ------------------------- | --------- |
| Nr.       | Rytter                    | Placering |
| 281       | Aranza Valentina Villalón | 32.       |
| 282       | Paola Muñoz               | 109.      |
| 283       | Daniela Vallejos          | DNF       |
| 284       | Paula Villalon            | 71.       |
| 285       | Daniela Guajardo          | DNF       |
| 286       | Catalina Soto             | 25.       |